# Johann Broling
Johann Broling (* wohl in Aachen; † 17. April 1464 in Lübeck) war ein Lübecker Kaufmann und Ratsherr.

## Leben
Johann Broling war als Kaufmann Mitglied der Lübecker Schonenfahrer. Er wurde 1447 in den Rat der Hansestadt erwählt.
Als Ratsherr bestimmte er, dass die Buden in dem von der Schlumacherstraße 29 abgehenden Hagen, heute „Zobels Gang“, für Arme als Freiwohnungen dienen sollten. Seit 1456 war dessen Bezeichnung „Brolingen Hagen“.

Broling vertrat als Ratsherr die Interessen der Stadt 1457 in Hamburg in einem Streit der Städte Stade und Stendal mit verschiedenen Kaufleuten sowie auch in Wismar. Er war 1459 Teilnehmer der Friedensverhandlungen zwischen Dänemark und Polen. 1461 Vertreter Lübecks in einem Streit mit der Stadt Kolberg. In Testamenten Lübecker Bürger wird er mehrfach als Urkundszeuge und als Vormund aufgeführt. Bereits 1460 war er Mitglied der in Lübeck sehr einflussreichen patrizischen Zirkelgesellschaft geworden. Er bewohnte das Haus Breite Straße 13 in Lübeck. Auf ihn geht der Vers 

„Lubeke, aller steden schone, van riker eren draggestu de krone.“

 zurück.

## Testament
In seinem Testament setzte der kinderlose Broling mehrere Vermächtnisse aus:
- Die Finanzierung des mittleren Holstentores wurde aufgrund eines Vermächtnisses über 4.000 Mark lübisch sichergestellt. 1464 begann der Ratsbaumeister Hinrich Helmstede mit dem Bau des heutigen Wahrzeichens, der 1478 vollendet wurde.

- Das eherne Taufbecken der Jakobikirche von Klaus Grude, beim Guss mit Pfingsten 1466 (25. Mai) signiert und datiert.

- Die Marientidenkapelle im Süderturm der Petrikirche.[3]

Die Abwicklung seines Nachlasses war streitig und Kaiser Friedrich III. setzte die Stadt Hamburg als Schiedsrichter zwischen den Testamentsvollstreckern und Mitgliedern der Familie Broling ein.

## Ehrung
In Lübeck sind die Brolingstraße und der Brolingplatz im Stadtteil St. Lorenz-Nord nach ihm benannt.